# Haworthia chloracantha
Haworthia chloracantha là một loài thực vật có hoa trong họ Măng tây. Loài này được Haw. mô tả khoa học đầu tiên năm 1821.

## Hình ảnh

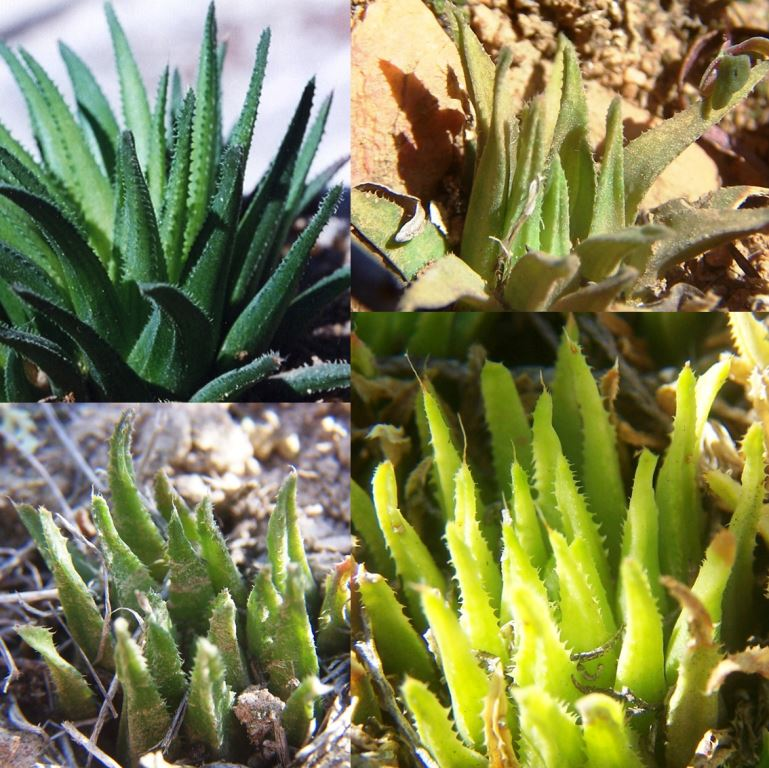
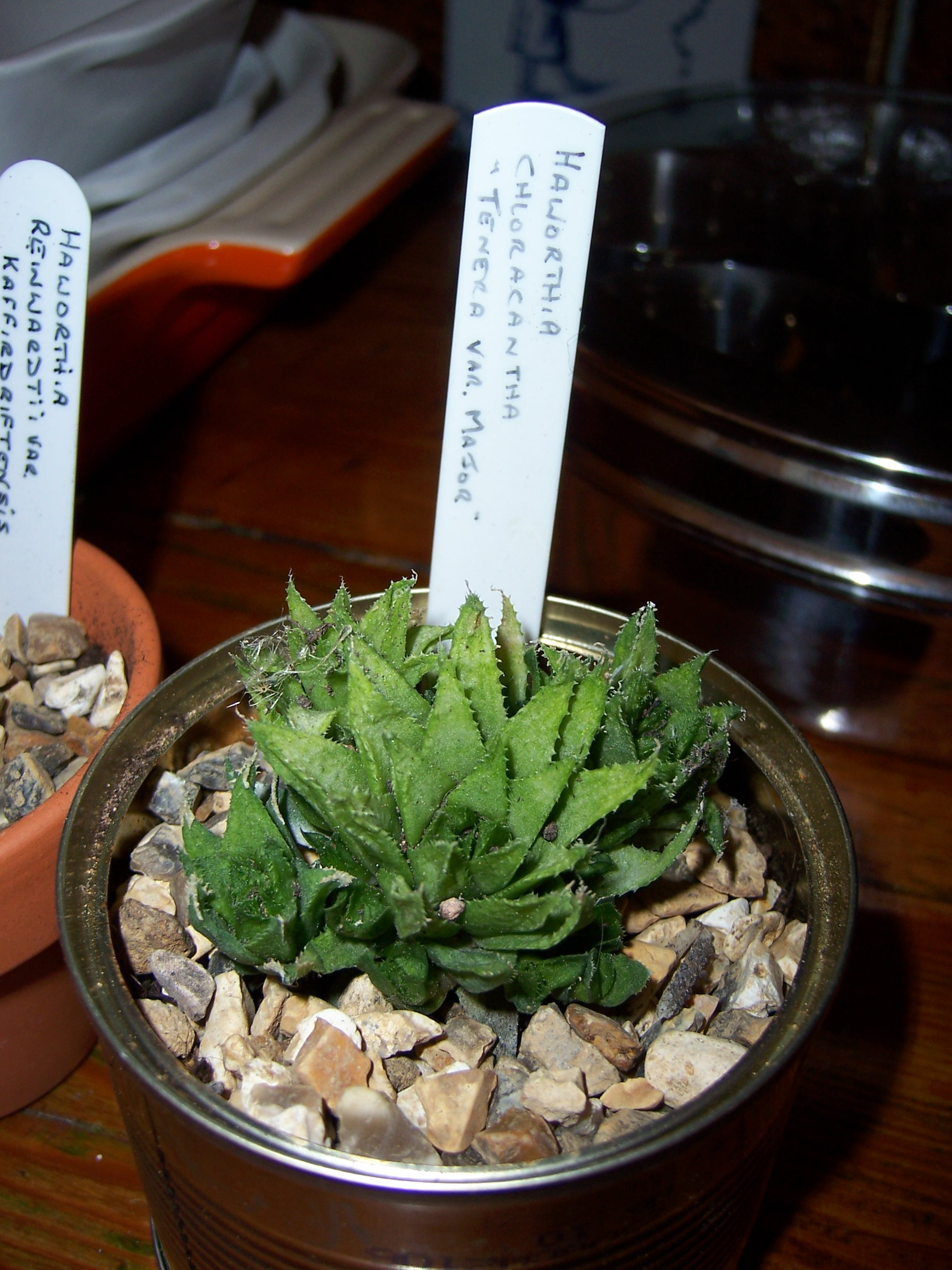